# (243204) Kubanchoria
(243204) Kubanchoria est un astéroïde de la ceinture principale.

## Description
(243204) Kubanchoria est un astéroïde de la ceinture principale. Il fut découvert le 16 octobre 2007 à Androuchivka par l'observatoire astronomique d'Androuchivka. Il présente une orbite caractérisée par un demi-grand axe de 3,18 UA, une excentricité de 0,08 et une inclinaison de 9,3° par rapport à l'écliptique.

## Compléments